# Simulium nigrimanum
Simulium nigrimanum es una especie de insecto del género Simulium, familia Simuliidae, orden Diptera.
Fue descrita científicamente por Macquart, 1838.